# Dictionnaire de l’ancienne langue française et de tous ses dialectes du IXe au XVe siècle
Der Dictionnaire de l᾿ancienne langue française et de tous ses dialectes du IXe au XVe siècle ist ein zehnbändiges Wörterbuch der französischen Sprache des Mittelalters, insoweit sie sich von der heutigen unterscheidet. Er ist das Werk des Romanisten Frédéric Godefroy. Das Erscheinen erstreckte sich von 1881 bis 1902.

## Geschichte
Im Alter von 25 Jahren begann Frédéric Godefroy 1851 als Französischlehrer mit der Sammlung von Zitaten für die Erstellung eines Wörterbuchs des Altfranzösischen, für das er die wohlwollende Zustimmung von Émile Littré erhielt, der daraufhin sein eigenes Projekt auf die Neuzeit konzentrierte. Ab 1868 konnte er mit Unterstützung der Regierung ins Ausland reisen, um in bedeutenden Bibliotheken mittelalterliche Manuskripte einzusehen. Von Kultusminister William Henry Waddington erhielt er die Unterstützung der Regierung für die zügige Publikation des Wörterbuchs, dessen 10 Bände von 1881 bis 1902 auf knapp 8 000 Seiten erschienen. Als er 1897 über den Fahnen des neunten Bandes starb, besorgten die Mitarbeiter Jean Bonnard (1855–1915) und Amédée Salmon (1857–1920) sowie sein Sohn Paul die Vollendung des Werkes.

## Inhalt
In einem kurzen Vorwort zum ersten Band erläutert Godefroy, dass er das Vorhaben eines Gesamtwörterbuchs des Altfranzösischen aus Gründen der Machbarkeit aufgegeben hat zu Gunsten eines Differenzwörterbuchs. Er nimmt nur den Wortschatz auf, der gegenüber dem klassischen Wortschatz in Form und/oder Bedeutung verschieden ist. Wegen der Einbeziehung vieler Dialekte und weitgehender unpuristischer Aufnahmefreudigkeit zeichnet sich sein Wörterbuch durch Reichtum aus. Aber es fehlt eine Quellenliste (die im Deutsch-Französischen Krieg verloren ging), und der Charakter der Quelle (Druckwerk oder Manuskript) ist nicht spezifiziert. Das Gesamtwörterbuch Altfranzösisches Wörterbuch, das etwa gleichzeitig in Deutschland begonnen wurde, konnte erst ein Jahrhundert nach dem Godefroy fertiggestellt werden.

## Gliederung
- Band 1: A – Castaigneux. Paris 1881. (792 Seiten)
- Band 2: Casteillon – D. Paris 1882. (786 Seiten)
- Band 3: É – Fildron. Paris 1883. (792 Seiten)
- Band 4: Filé – Listage. Paris 1884. (796 Seiten)
- Band 5: Liste – Parsomme. Paris 1885. (790 Seiten)
- Band 6: Parsommer – Remembrance. Paris 18xx. (778 Seiten)
- Band 7: Remembrant – Traioir. Paris 1992. (788 Seiten)
- Band 8: Traire – Zygaine. Complément. A – Carrefour. Paris 1893. (344 und 432 Seiten)
- Band 9: Complément. Carrel – Inaccostable. Paris 1898. (790 Seiten)
- Band 10: Complément. Inaccoutumé – Zoophyte. Paris 1902. (875 Seiten)